# Mølskovgård
Mølskovgård beliggende i Ugilt Sogn, Vennebjerg Herred, Hjørring Amt er en afbyggergård fra Linderumgård, og på dennes hovedgårdtakst, udskilt af landvæsenskommissær og generalauditor Hans Jacob Lindahl, der i 1802 på auktion solgte den til Peder Mørk Kruse.